# Dominotransplantation
Unter einer Dominotransplantation versteht man das Transplantieren von mindestens zwei Organen zwischen mehreren Personen. Sie kommt vor, wenn aus operationstechnischen Gründen einem Organempfänger auch ein eigentlich gesundes Organ entnommen werden muss. Dieses Organ kann dann einem anderen Empfänger wieder eingepflanzt werden.
Bei einer speziellen Stoffwechseldysfunktion der Leber (Amyloidose) kann eine Dominotransplantation auch nur mit diesem Organ stattfinden. Wenn der Amyloidose-Patient eine neue Leber erhält, ist er geheilt. Seine eigene Leber ist trotzdem bis auf einen Stoffwechseldefekt voll funktionsfähig. Dieser Defekt führt zu Ablagerungen im Körper, die sich aber erst nach 20 bis 30 Jahren bemerkbar machen.
Älteren Patienten, die ohne neue Leber zu sterben drohen, kann eine solche Amyloidose-Leber transplantiert werden, wenn es wegen eines Organmangels keine andere Möglichkeit gibt.